# Гродеков, Владимир Иванович
Владимир Иванович Гродеков (1838—1910) — русский военный 
и государственный деятель, генерал от инфантерии (1903 год).

## Биография
В службу вступил в 1855 году, участник Крымской войны.  В 1861 году после окончания Московского 1-го кадетского корпуса произведён в  подпоручики. В 1863 году произведён в  поручик. Участник Польской компании. В 1864 году произведён в  штабс-капитаны. В 1864 году произведён в капитаны.
В 1870 году после окончания Александровской военно-юридической академии по 1-му разряду произведён в  подполковники военно-судебного ведомства. В 1871 году произведён в полковники с назначением военным судьёй Военно-окружного суда Одесского военного округа. В 1882 году произведён в генерал-майоры. С 1886 года назначен председателем Военно-окружного суда Кавказского военного округа. В 1892 году произведён в генерал-лейтенанты.
С 1894 года назначен постоянным членом Главного военного суда Российской империи. В 1903 году произведён в генералы от инфантерии.

## Награды
Награды
- Орден Святого Станислава 3-й степени (1967)
- Орден Святой Анны 2-й степени  (1873)
- Орден Святого Владимира 4-й степени  (1978)
- Орден Святого Владимира 3-й степени  (1881)
- Орден Святого Станислава 1-й степени (1886)
- Орден Святой Анны 1-й степени  (1888)
- Орден Святого Владимира 2-й степени  (1890)
- Орден Белого орла (1895)
- Орден Святого Александра Невского (1901)